# Cearl af Mercia
Cearl (eller Ceorl) var en konge over det angelsaksiske kongerige Mercia, der hreskede i begyndelsen af 600-tallet indtil omkring 626. Han er den første konge over Mercia, der nævnes i Bedas Historia ecclesiastica gentis Anglorum. Beda var fra Northumbria var fjendtligt indstillet overfor Mercia, og historikeren Robin Fleming har fremsat en teori om, at "ceorl" betyder "rusti" på oldengelsk, og at hans navn derfor skal have været en joke.
Cearls herkomst er ukendt. Han optræder ikke i den mercianske kongelister; Henrik af Huntingdon, der leved ei 1100-tallet, nævner Cearl som hersker efter Pybba, og skriver, at han ikke var Pybbas søn, men hans frænde.